# Бялото и черното
„Бялото и черното“ (на латвийски: Baltā un melnā) е картина на латвийската художничка Александра Белцова от 1925 г.
Картината е от ранния период на художничката и е сред нейните най-известни живописи. Картината е рисувана с маслени бои и е с размери 100x120 cm. Показва две жени - тъмнокожо момиче на преден план и красива жена върху диван, облечена в туника и ветрило в дясната ръка. Жената върху дивана е Бирутас Озолинас, съпруга на италианския дипломат в Тайланд Амадори. Заедно със сина си често посещава Латвия. На картината е изобразена и бавачката на сина на Озолинас в една от стаите. Картината е създадена във време, когато европейското изкуство е на кръстопът между Нов реализъм, Арт деко, Ингрес и Неореализъм. Картината представя визуална реалност и реалистични форми на изобразяване, които последват кубизма и абстрактните експерименти от началото на XX век. Реалистичните тенденции са характерни за цяла Европа през 1920-те и 1930-те години. Картината е част от фонда на Националния музей на изкуството в Рига, Латвия.